# Lilia Silvi
Lilia Silvi, pseudonimo di Silvana Musitelli (Roma, 23 dicembre 1921 – Nettuno, 27 luglio 2013), è stata un'attrice italiana.

## Biografia
Dopo aver frequentato la scuola di ballo dell'Opera di Roma, la sua prima apparizione cinematografica (da adolescente con lo pseudonimo di Alice D'Artena) è del 1935 con il film Il cantico della terra (noto anche come La capanna dell'amore) di Salvatore Fernando Ramponi. Partecipa anche al celebre Il signor Max del 1937 ma è con un film diretto da Max Neufeld (Assenza ingiustificata), dove interpreta la "compagna di scuola terremoto" di Alida Valli che otterrà un grande successo che la farà divenire una delle dive più acclamate e popolari degli anni quaranta e tra le più rappresentative della stagione denominata cinema dei telefoni bianchi.

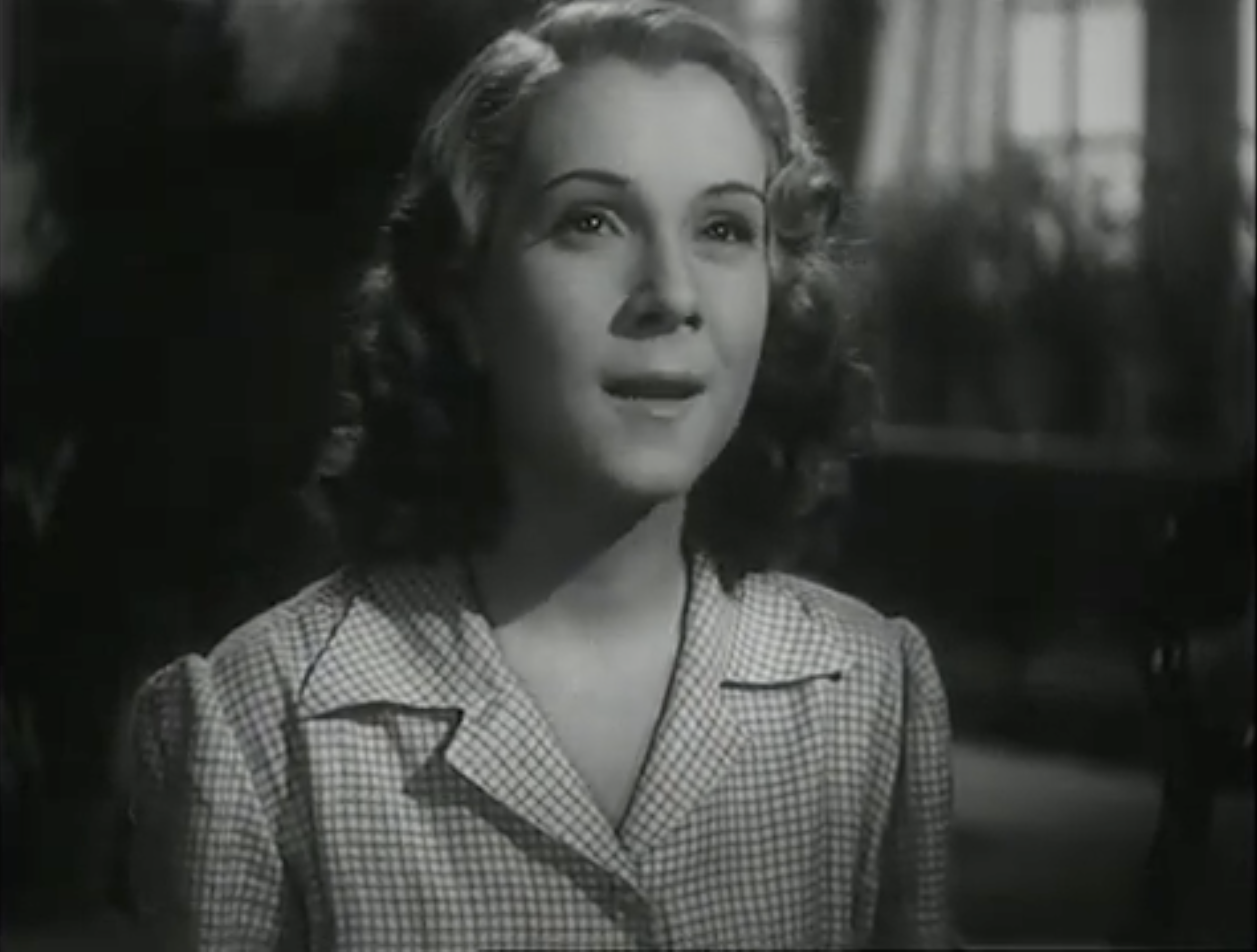
Lilia Silvi in Violette nei capelli (1941)

Nel 1940 sposa il calciatore Luigi Scarabello che apparirà in due film, con lo pseudonimo di Sergio Landi, accanto alla moglie (Violette nei capelli e Barbablù). Luigi Scarabello e Lilia Silvi avranno tre figli, due femmine e un maschio, e la loro unione durerà 67 anni fino alla morte di Scarabello, avvenuta nel 2007.
Nel dopoguerra stenterà, per i mutati gusti del pubblico, a ritrovare la strada del successo e si dedicherà al teatro di rivista accanto a Franco Scandurra e Carlo Campanini. Sarà anche molto attiva in teatro accanto a Filippo Scelzo, Pina Cei, Annibale Betrone ed Enzo Biliotti. Tenterà, nel 1951 un infruttuoso ritorno al cinema con Napoleone di Carlo Borghesio e a quel punto deciderà per uno spontaneo addio al mondo dello spettacolo per dedicarsi alla famiglia.
Nel 1998 ritira al Museo Casina delle Civette di Roma il premio alla carriera del Museo internazionale del cinema e dello spettacolo.
Partecipa, dopo decenni di assenza dal set, al film Gianni e le donne, regia di Gianni Di Gregorio uscito nel 2011. 
Muore a Nettuno il 27 luglio 2013, riposa nel cimitero romano di Prima Porta.

## Omaggi
Nello stesso anno Lilia Silvi è protagonista del film-documentario In arte Lilia Silvi, ideato e diretto da Mimmo Verdesca, vincitore del Nastro d'argento 2012 per il "miglior documentario dedicato al cinema", in cui l'attrice racconta per la prima volta la sua vita e la sua carriera. Il successo del documentario dona a Lilia Silvi un notevole ritorno di popolarità e ammirazione, anche da parte delle nuove generazioni.

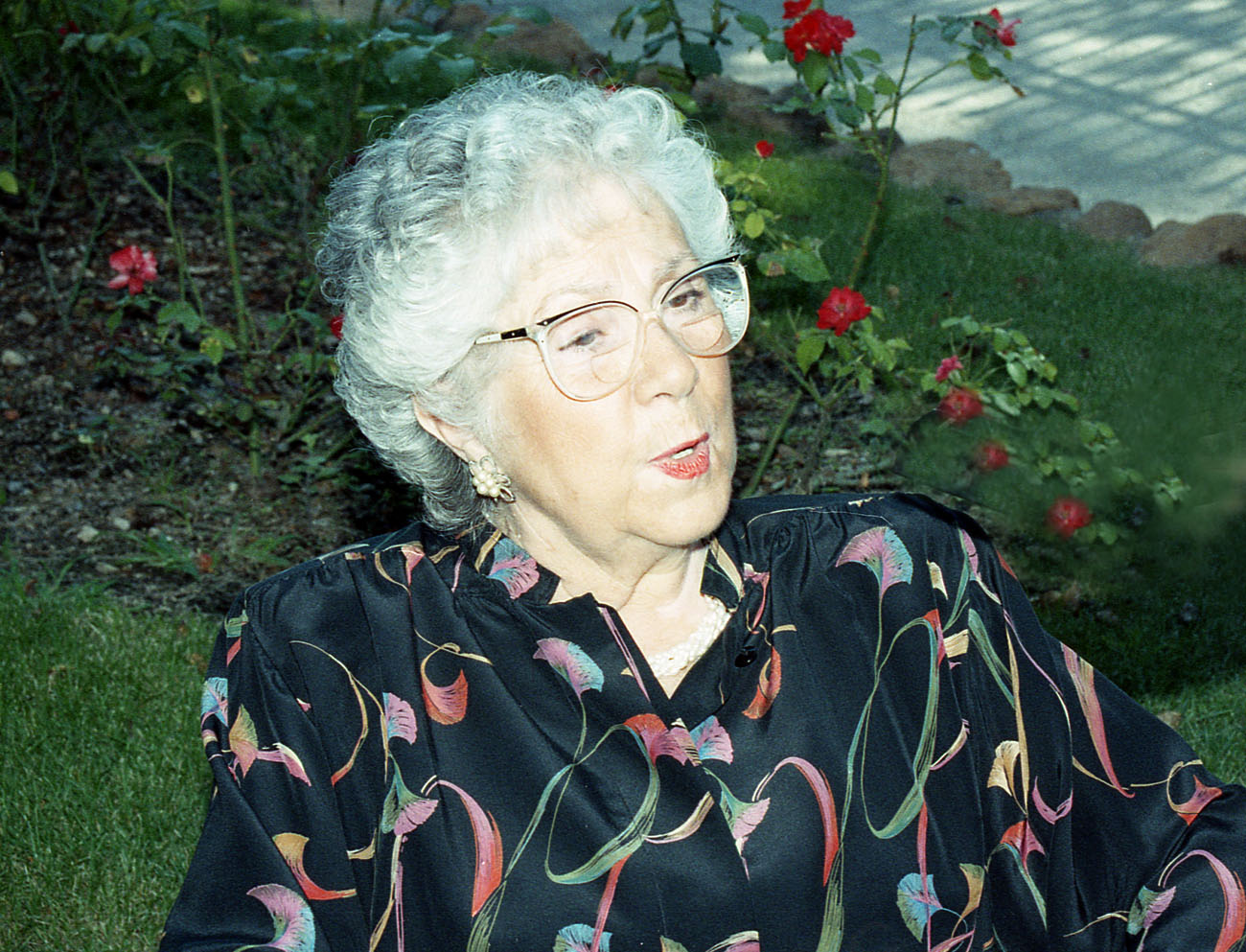
Lilia Silvi nel 1998

Il 4 novembre 2011, presso la Casa del cinema di Villa Borghese a Roma, in occasione della proiezione ufficiale del documentario In arte Lilia Silvi, nell'ambito della VI edizione del Festival Internazionale del Film di Roma, Lilia Silvi ha ricevuto dalle mani di Giovanna Ralli il premio Chioma di Berenice alla Carriera.
Il 9 gennaio 2012 è ospite d'onore di una serata evento dedicata ai suoi 90 anni, presso il Teatro Eliseo di Roma, con la proiezione del film-documentario a lei dedicato, a cui ha assistito un illustre parterre di personalità del cinema, del teatro, della moda e della politica.
Il 6 aprile 2012 è ospite insieme al regista Mimmo Verdesca della trasmissione televisiva Apprescindere su Rai 3 condotta da Pino Strabioli.
Il 15 maggio 2013 riceve, in Campidoglio, il Premio Marcello Sgarlata, con la seguente motivazione: "Passata con coraggio dalla brillante carriera artistica ad una altrettanto brillante vita familiare, torna allo spettacolo con energia ed entusiasmo".
Da dicembre 2022 è stato istituito il Fondo Lilia Silvi al Centro Sperimentale di Cinematografia di Roma, nel quale è conservato tutto l’archivio personale dell’attrice.

## Filmografia

Lilia Silvi con Amedeo Nazzari in La bisbetica domata (1942)

Renato Rascel con Lilia Silvi in Napoleone (1951)

- Il cantico della terra, regia di Salvatore Fernando Ramponi (1935)
- Il signor Max, regia di Mario Camerini (1937)
- Partire, regia di Amleto Palermi (1938)
- Assenza ingiustificata, regia di Max Neufeld (1939)
- Scarpe grosse, regia di Dino Falconi (1940)
- Il segreto di Villa Paradiso, regia di Domenico Gambino (1940)
- Arditi civili, regia di Domenico Gambino (1940)
- Giù il sipario, regia di Raffaello Matarazzo (1940)
- Dopo divorzieremo, regia di Nunzio Malasomma (1940)
- El marido provisional, regia di Nunzio Malasomma (1941)
- Barbablù, regia di Carlo Ludovico Bragaglia (1941)
- Scampolo, regia di Nunzio Malasomma (1941)
- Violette nei capelli, regia di Carlo Ludovico Bragaglia (1942)
- La bisbetica domata, regia di Ferdinando Maria Poggioli (1942)
- Giorni felici, regia di Gianni Franciolini (1943)
- La vispa Teresa, regia di Mario Mattoli (1943)
- Il diavolo va in collegio, regia di Jean Boyer (1944)
- Biraghin, regia di Carmine Gallone (1946)
- Napoleone, regia di Carlo Borghesio (1950)
- Gianni e le donne, regia di Gianni Di Gregorio (2011)
- In arte Lilia Silvi, regia di Mimmo Verdesca (2011)

## Discografia parziale

### 78 giri
- 1942 - Giorni felici (Bixio - Nisa) valzer [con Trio Aurora] orch. Cetra dir. da P. Barzizza / La maestra se ne va (Rota) ritmo mod. [canta Claretta Gelli) orch. dell'EIAR, dir. C. Gallino - (Cetra DC 4155)